# Vòng loại Giải vô địch bóng đá thế giới 1990 – Khu vực châu Phi
Vòng loại Giải vô địch bóng đá thế giới 1990 – Khu vực châu Phi do Liên đoàn Bóng đá châu Phi (CAF) là nơi các đội tuyển tranh 2 suất chính thức tham dự vòng chung kết tại Ý.
Tổng cộng có 26 đội tuyển đăng ký tham dự vòng loại. Tuy nhiên, FIFA từ chối hồ sơ của Mauritius và Mozambique do còn nợ phí tham dự, nên chỉ còn 24 đội thực sự tham gia cuộc đua giành vé. Sau lễ bốc thăm vòng Một vào ngày 12 tháng 12 năm 1987, Lesotho, Rwanda và Togo rút lui trước khi thi đấu trận nào. Libya giành quyền vào Vòng 2 sau chiến thắng ở vòng Một, nhưng rút lui giữa chừng ở giai đoạn này, dẫn đến việc mọi kết quả của họ trong bảng đấu bị hủy bỏ.

## Thể thức
Thể thức thi đấu gồm 3 vòng:
- Vòng 1: 8 đội có thứ hạng cao nhất theo xếp hạng của FIFA – gồm Algeria, Cameroon, Bờ Biển Ngà, Ai Cập, Kenya, Maroc, Nigeria và Zaire – được đặc cách vào thẳng Vòng 2. 16 đội còn lại thi đấu loại trực tiếp theo thể thức lượt đi – lượt về. Các đội thắng sẽ vào Vòng 2.
- Vòng 2: 8 đội thắng từ Vòng 1 cùng với 8 đội hạt giống được chia thành 4 bảng, mỗi bảng gồm 4 đội. Các đội thi đấu vòng tròn lượt đi – lượt về. Đội đứng đầu mỗi bảng sẽ vào Vòng cuối.

- Vòng cuối: 4 đội còn lại được chia thành 2 cặp, thi đấu loại trực tiếp lượt đi – lượt về. Hai đội thắng sẽ đại diện châu Phi tham dự FIFA World Cup 1990.

## Vòng 1
Ban đầu dự kiến có tám cặp đấu loại trực tiếp hai lượt giữa mười sáu đội châu Phi có thứ hạng thấp nhất. Tuy nhiên, do ba đội rút lui nên chỉ có năm cặp đấu thực sự diễn ra. Tám đội giành chiến thắng đã tiến vào vòng hai theo thể thức vòng bảng.
| Đội 1       | TTS | Đội 2        | Lượt đi | Lượt về |
| ----------- | --- | ------------ | ------- | ------- |
| Angola      | 2–1 | Sudan        | 2–1     | {{{7}}} |
| Zimbabwe    | w/o | Lesotho      | –       | –       |
| Zambia      | w/o | Rwanda       | –       | –       |
| Uganda      | 2–3 | Malawi       | 1–0     | 1–3     |
| Libya       | 3–2 | Burkina Faso | 3–0     | 0–2     |
| Ghana       | 0–2 | Liberia      | 0–0     | 0–2     |
| Tunisia     | 5–3 | Guinée       | 5–0     | 0–3     |
| Gabon       | w/o | Togo         | –       | –       |
| Algérie     | bye |              |         |         |
| Cameroon    | bye |              |         |         |
| Ai Cập      | bye |              |         |         |
| Bờ Biển Ngà | bye |              |         |         |
| Kenya       | bye |              |         |         |
| Maroc       | bye |              |         |         |
| Nigeria     | bye |              |         |         |
| Zaire       | bye |              |         |         |

## Vòng 2
Tám đội vượt qua vòng 1 được ghép cùng với tám đội châu Phi có thứ hạng cao nhất. Các đội này được chia thành bốn bảng, mỗi bảng gồm bốn đội, thi đấu vòng tròn lượt đi và lượt về. Đội đứng đầu mỗi bảng sẽ vào vòng cuối cùng.
| Ghi chú                            |
| ---------------------------------- |
| Quốc gia giành quyền vào Vòng cuối |

### Bảng A
|             | ST                        | T                         | H                         | B                         | BT                        | BB                        | HS                        | Đ                         |
| ----------- | ------------------------- | ------------------------- | ------------------------- | ------------------------- | ------------------------- | ------------------------- | ------------------------- | ------------------------- |
| Algérie     | 4                         | 3                         | 1                         | 0                         | 6                         | 1                         | +5                        | 7                         |
| Bờ Biển Ngà | 4                         | 1                         | 2                         | 1                         | 5                         | 1                         | +4                        | 4                         |
| Zimbabwe    | 4                         | 0                         | 1                         | 3                         | 1                         | 10                        | −9                        | 1                         |
| Libya       | Rút lui sau trận đầu tiên | Rút lui sau trận đầu tiên | Rút lui sau trận đầu tiên | Rút lui sau trận đầu tiên | Rút lui sau trận đầu tiên | Rút lui sau trận đầu tiên | Rút lui sau trận đầu tiên | Rút lui sau trận đầu tiên |

|             | Algérie | Bờ Biển Ngà | Zimbabwe |
| ----------- | ------- | ----------- | -------- |
| Algérie     | –       | 1–0         | 3–0      |
| Bờ Biển Ngà | 0–0     | –           | 5–0      |
| Zimbabwe    | 1–2     | 0–0         | –        |

Libya đã thi đấu một trận trong bảng đấu này trước khi rút lui khỏi giải, dẫn đến việc kết quả của họ bị hủy bỏ.

### Bảng B
|         | ST | T | H | B | BT | BB | HS | Đ |
| ------- | -- | - | - | - | -- | -- | -- | - |
| Ai Cập  | 6  | 3 | 2 | 1 | 6  | 2  | +4 | 8 |
| Liberia | 6  | 2 | 2 | 2 | 2  | 3  | −1 | 6 |
| Malawi  | 6  | 1 | 3 | 2 | 3  | 4  | −1 | 5 |
| Kenya   | 6  | 1 | 3 | 2 | 2  | 4  | −2 | 5 |

|         | Ai Cập | Kenya | Liberia | Malawi |
| ------- | ------ | ----- | ------- | ------ |
| Ai Cập  | –      | 2–0   | 2–0     | 1–0    |
| Kenya   | 0–0    | –     | 1–0     | 1–1    |
| Liberia | 1–0    | 0–0   | –       | 1–0    |
| Malawi  | 1–1    | 1–0   | 0–0     | –      |

### Bảng C
|          | ST | T | H | B | BT | BB | HS | Đ |
| -------- | -- | - | - | - | -- | -- | -- | - |
| Cameroon | 6  | 4 | 1 | 1 | 9  | 6  | +3 | 9 |
| Nigeria  | 6  | 3 | 1 | 2 | 7  | 5  | +2 | 7 |
| Angola   | 6  | 1 | 2 | 3 | 6  | 7  | −1 | 4 |
| Gabon    | 6  | 2 | 0 | 4 | 5  | 9  | −4 | 4 |

|          | Cameroon | Nigeria | Angola | Gabon |
| -------- | -------- | ------- | ------ | ----- |
| Cameroon | –        | 1–0     | 1–1    | 2–1   |
| Nigeria  | 2–0      | –       | 1–0    | 1–0   |
| Angola   | 1–2      | 2–2     | –      | 2–0   |
| Gabon    | 1–3      | 2–1     | 1–0    | –     |

### Bảng D
|         | ST | T | H | B | BT | BB | HS | Đ |
| ------- | -- | - | - | - | -- | -- | -- | - |
| Tunisia | 6  | 3 | 1 | 2 | 5  | 5  | 0  | 7 |
| Zambia  | 6  | 3 | 0 | 3 | 7  | 6  | +1 | 6 |
| Zaire   | 6  | 2 | 2 | 2 | 7  | 7  | 0  | 6 |
| Maroc   | 6  | 1 | 3 | 2 | 4  | 5  | −1 | 5 |

|         | Tunisia | Zambia | Zaire | Maroc |
| ------- | ------- | ------ | ----- | ----- |
| Tunisia | –       | 1–0    | 1–0   | 2–1   |
| Zambia  | 1–0     | –      | 4–2   | 2–1   |
| Zaire   | 3–1     | 1–0    | –     | 0–0   |
| Maroc   | 0–0     | 1–0    | 1–1   | –     |

## Vòng cuối
| Đội 1    | TTS | Đội 2   | Lượt đi | Lượt về |
| -------- | --- | ------- | ------- | ------- |
| Algérie  | 0–1 | Ai Cập  | 0–0     | 0–1     |
| Cameroon | 3–0 | Tunisia | 2–0     | 1–0     |

Bốn đội thắng vòng bảng ở vòng hai được bốc thăm chia thành hai cặp đấu. Đội thắng trong mỗi cặp đấu hai lượt đi-về sẽ giành vé dự World Cup 1990.
| Algérie | 0–0 | Ai Cập |
| ------- | --- | ------ |
|         |     |        |

| Ai Cập       | 1–0 | Algérie |
| ------------ | --- | ------- |
| H. Hassan 4' |     |         |

Ai Cập thắng với tổng tỷ số 1–0 và giành quyền tham dự World Cup 1990.
| Cameroon                | 2–0 | Tunisia |
| ----------------------- | --- | ------- |
| Mfédé 54' · Kundé 90+1' |     |         |

| Tunisia | 0–1 | Cameroon       |
| ------- | --- | -------------- |
|         |     | Omam-Biyik 14' |

Cameroon thắng với tổng tỷ số 3–0 và giành quyền tham dự World Cup 1990.

## Các đội tuyển vượt qua vòng loại
| Đội tuyển | Tư cách vượt qua vòng loại | Ngày vượt qua vòng loại | Số lần tham dự FIFA World Cup trước đây |
| --------- | -------------------------- | ----------------------- | --------------------------------------- |
| Ai Cập    | Chiến thắng vòng cuối      | 17 tháng 11 năm 1989    | 1 (1934)                                |
| Cameroon  | Chiến thắng vòng cuối      | 19 tháng 11 năm 1989    | 1 (1982)                                |

## Cầu thủ ghi bàn
4 bàn thắng
- François Omam-Biyik

3 bàn thắng
- Rabah Madjer
- Djamel Menad
- André Kana-Biyik
- Abdel Rasoul Hesham
- Peterkins Kayira
- Stephen Keshi
- Jameleddine Limam
- Eugène Kabongo

2 bàn thắng
- José Vieira Dias
- Joseph Maluka
- Émile Mbouh
- Abdoulaye Emmerson
- Oumar Ben Salah
- James Debbah
- George Weah
- Samson Siasia
- Nabil Maâloul
- Sundayin Moriri
- N'Kiambi Mapuata
- Kalusha Bwalya
- Derby Makinka

1 bàn thắng
- Mavango Kiala
- Osvaldo de Oliveira
- Paulão
- Manuel Saavedra
- Gabriel Gnimassou
- Jules Kadeba
- Bonaventure Djonkep
- Emmanuel Kundé
- Louis-Paul Mfédé
- Mohamed Ala'a
- Mohamed El-Akad
- Hossam Hassan
- Ibrahim Hassan
- Régis Manon
- Michel Minico
- Joel Minko
- Guy-Roger Nzamba
- Nicaise Ondeno
- Camara Toure
- Peter Dawo
- George Onyango
- Jean-Pierre Guede Akenon
- Yao Lambert Amani
- Sékou Bamba
- Ezzewdin Bezan
- Fawzi El-Aisawi
- Ayad El-Ghadi
- Gilbert Chirwa
- Singo McDonald
- Lawrence Waya
- Aziz Bouderbala
- Mohamed Madih
- Abdelfettah Rhiati
- Mohammed Timoumi
- Michael Obiku
- Wole Odegbami
- Osama Idriss
- Lasaad Abdelli
- Tarak Dhiab
- Bassam Jeridi
- Mohamed Ali Mahjoubi
- Kais Yâakoubi
- Kuyangana Makukula
- Nkiere Wawa
- Lucky Msiska
- Charly Musonda
- Witson Nyirenda
- Stanley Ndunduma